# Крафт, Павел Андреевич
Павел Андреевич Крафт (07.06.1890—?) — русский офицер, поручик 80-й артиллерийской бригады, участник Первой мировой войны, кавалер Георгиевского оружия (1917 года).

## Биография
Лютеранин, из поселян собственников г. Саратове, общее образование получил в Саратовском Александро-Мариинском реальном училище
Участник Первой Мировой войны. Младший офицер 3 батареи 2-й запасной артиллерийской бригады с 31 мая 1914 г. Отправлен с маршевой командой 12 октября 1914 г. Младший офицер 2 батареи 4-го запасного артиллерийского дивизиона с 23 октября 1914 г. С 7 ноября 1914 г. в действующей армии, поручик 80-й артиллерийской бригады.
Награждён Георгиевским оружием за то, что

"… будучи в чине подпоручика, в бою 15-го и 16-го июля 1916 г., при атаке укрепленной позиции противника у дер. Арсоновичи, находился все время боя на передовом наблюдательном пункте и с явной опасностью для жизни под сильным артиллерийским, ружейным и пулеметным огнем противника, корректировал стрельбу 5-й батареи, чем способствовал разбитию огнем батареи 2 пулеметных двориков, устройством проходов в проволочных заграждениях и дал возможность нанести противнику решительное поражение, с овладением позиции противника, состоящей из 3-х линий окопов, с захватом в плен командира полка, штаба полка, 20 офицеров, более 1000 нижних чинов, 2 орудий и 7 пулеметов. Во время атаки сопровождал пехоту, находясь при 8-й роте..
В дальнейшем работал техником-нормировщиком на Нормативно-рационализаторской станции, г. Казань, состав семьи - 2 дочери. 
Арестован 25 марта 1935 г., осуждён Отделом НКВД Казанской Ж.Д. 29 марта 1935 г. по обвинению по статьям 58-7, 58-11. ("участник повстанческой организации"). Приговор - дело прекращено за недостаточностью улик

## Награды
- 1916 г. — орден Св. Станислава III ст.;
- 1917 г. — Георгиевское оружие, украшенный эфес (рукоять);
- 1917 г. — орден Св. Анна III ст. с мечами и бантом.